# Daniel Domscheit-Berg

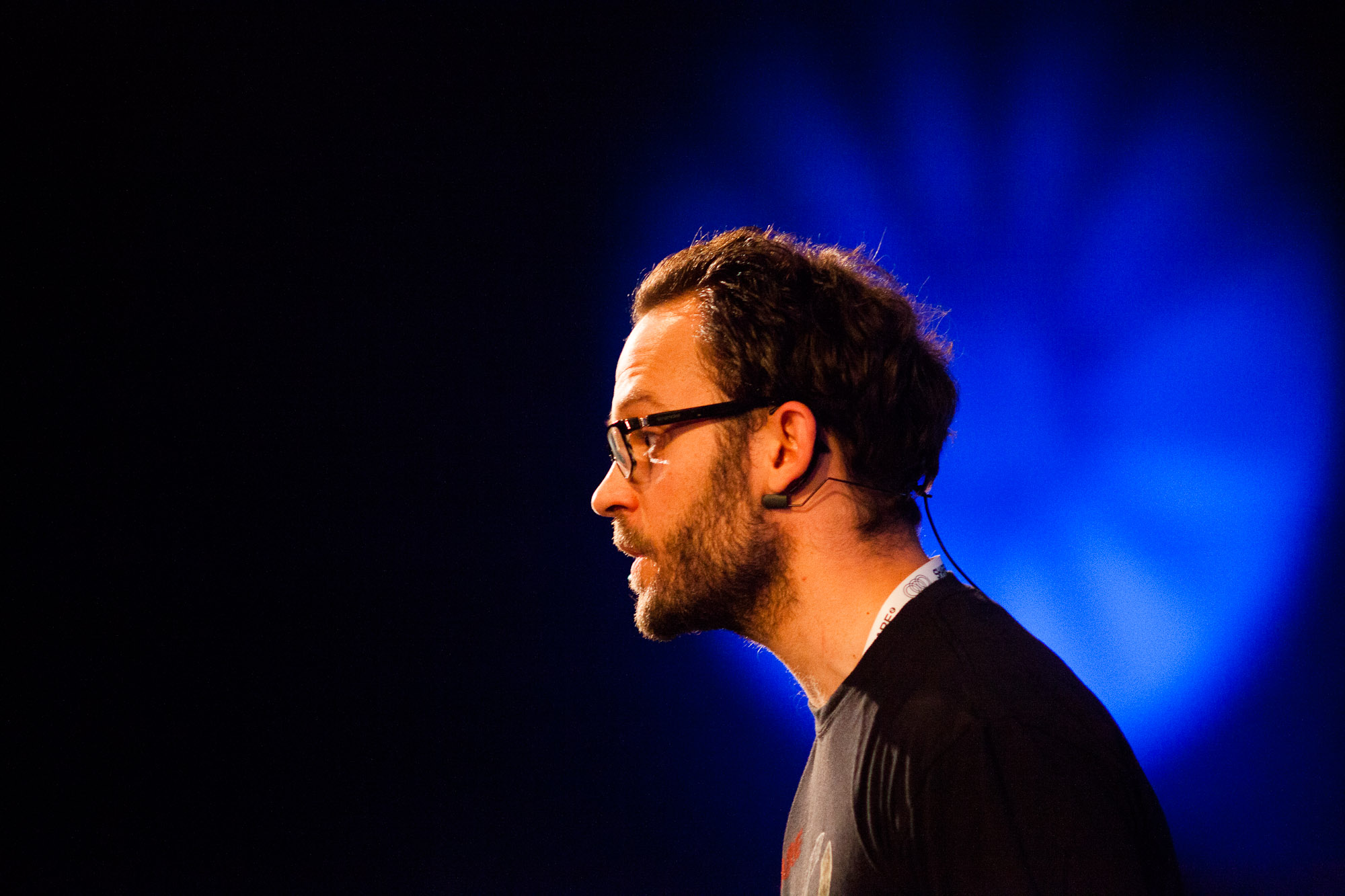
Daniel Domscheit-Berg 2012 in Belgrad

Daniel Domscheit-Berg (* 1978 in Wiesbaden als Daniel Berg), auch bekannt unter seinem Pseudonym Daniel Schmitt, ist ein deutscher Informatiker, ein ehemaliger Sprecher der Enthüllungsplattform WikiLeaks und Autor. Er ist zudem Gründer von OpenLeaks.

## Leben und beruflicher Werdegang
Domscheit-Berg studierte ab 2002 Angewandte Informatik an der Berufsakademie Mannheim und schloss sein Studium 2005 ab. Danach arbeitete er bis Januar 2009 bei Electronic Data Systems in Rüsselsheim, wo er bereits den Praxisteil des dualen Studiums absolviert hatte, als Netzwerkingenieur. Sein beruflicher Schwerpunkt lag in der Informationssicherheit und WLAN-Technologie. Anfang 2009 verließ er jedoch seine damalige Arbeitsstelle für WikiLeaks und zog vom Rhein-Main-Gebiet nach Berlin. Schon während seiner Berufstätigkeit hatte er sich für Informationsfreiheit und Transparenz im Netz engagiert. Nach einem Treffen mit Julian Assange im Jahr 2007 begann er, WikiLeaks mit aufzubauen. Im Mai 2012 trat er zusammen mit seiner Frau Anke Domscheit-Berg der Piratenpartei bei. Domscheit-Berg war von August 2013 bis Juli 2014 Politischer Geschäftsführer der Piratenpartei Brandenburg und trat 2014 aus der Partei aus. Er gehört zu den Unterstützern der Charta der Digitalen Grundrechte der Europäischen Union, die Ende November 2016 veröffentlicht wurde.
Domscheit-Berg ist seit 2010 mit Anke Domscheit-Berg verheiratet. Das Ehepaar unterstützt die isländische Initiative zu modernen Medien, die vor allem investigativen Online-Journalismus rechtlich schützen soll, wie ihn WikiLeaks betreibt. Daniel Domscheit-Berg war an den Vorarbeiten für das neue isländische Gesetz beteiligt. Er lebt in Fürstenberg/Havel und ist Erster Vorsitzender des havel:lab e. V., dem Trägerverein des Makerspace Verstehbahnhofs.

## Aktivismus

### Mitarbeit bei WikiLeaks
Er war neben dem Hauptsprecher Julian Assange und Kristinn Hrafnsson eines der bis dahin bekannten Gesichter der Plattform und einer der wenigen Vollzeitmitarbeiter. Im September 2010 verließ er nach einem Streit mit Assange WikiLeaks. Dieser hatte ihn von seinen Aufgaben suspendiert.
Domscheit-Berg kritisierte danach Assanges Arbeits- und Führungsstil als autoritär. WikiLeaks sei hierarchisch organisiert und intransparent, was für eine Gruppe falsch sei, die Transparenz und demokratische Werte befürworte. Aus Fehlern habe man nicht gelernt. Nach der Veröffentlichung spektakulärer Dokumente habe WikiLeaks stark unter Druck gestanden und die Arbeit an anderen Veröffentlichungen vernachlässigt.
Domscheit-Berg veröffentlichte im Februar 2011 ein Buch über seine Zeit bei WikiLeaks. Das Buch erschien unter dem Titel Inside WikiLeaks: Meine Zeit bei der gefährlichsten Website der Welt im Februar des Jahres beim Econ Verlag. Ghostwriterin des Buches war die Zeit-Online-Redakteurin Tina Klopp. Es wurde in eine Vielzahl von Sprachen übersetzt, die Filmrechte wurden von Dreamworks gekauft. Das Buch wurde von Bill Condon unter dem Titel Inside Wikileaks – Die fünfte Gewalt im Jahre 2013 verfilmt. Daniel Brühl spielte darin Domscheit-Berg. Kontroversen um Inhalt und Ausrichtung des Films hatte es bereits im Vorfeld gegeben. Streitpunkte waren vor allem die Darstellung von WikiLeaks-Gründer Julian Assange sowie die Darstellung des Konflikts um die Veröffentlichung der US-Militärdokumente, der zum Zerwürfnis zwischen Domscheit-Berg und Assange geführt hatte.
In Alex Gibneys Dokumentarfilm We Steal Secrets: Die WikiLeaks Geschichte berichtet Domscheit-Berg über seine Zusammenarbeit mit Assange und seine Zeit bei WikiLeaks.
Im August 2011 wurde bekannt, dass Domscheit-Berg im Streit mit Assange 3.500 unveröffentlichte Wikileaks-Dokumente endgültig zerstört hatte. Darunter soll brisantes Material über 20 rechte Organisationen gewesen sein. Domscheit-Berg begründete die Löschung mit dem Schutz der Quellen, da Wikileaks deren Sicherheit nicht gewährleisten könne.

### Mitarbeit bei OpenLeaks
Im Dezember 2010 gab Daniel Domscheit-Berg bekannt, dass er plane, zusammen mit Herbert Snorrason und anderen ehemaligen Mitarbeitern von WikiLeaks unter dem Namen OpenLeaks eine eigene Whistleblower-Plattform anzubieten. Die Website von OpenLeaks ging im Januar 2011 online, ist seit Oktober 2012 jedoch nicht mehr erreichbar.

### Datenpanne bei WikiLeaks
Anfang September 2011 veröffentlichte WikiLeaks die Depeschen US-amerikanischer Botschaften komplett und unredigiert und zog damit die Konsequenz aus einer Panne, die es Außenstehenden ermöglicht hatte, den entschlüsselten und unredigierten Text bei Cryptome und auf anderen Websites online zu stellen. Domscheit-Berg gehörte im Vorfeld zu den Beteiligten, deren Handeln zu dem Datenleck führte.

### Verbindung zum Chaos Computer Club
Im August 2011 entschied der Vorstand des Chaos Computer Clubs, Daniel Domscheit-Berg aus dem Verein auszuschließen. Vorangegangen war öffentliche Kritik des damaligen Vorstandsmitgliedes Andy Müller-Maguhn an Domscheit-Bergs Verhalten im Zusammenhang mit seiner Trennung von WikiLeaks und der Vorwurf, er habe den Ruf des Chaos Computer Clubs für sein eigenes Projekt OpenLeaks missbraucht. Er blieb aber Mitglied des selbstständigen CCC Berlin. Der Ausschluss wurde auf einer außerordentlichen Mitgliederversammlung des CCC am 5. Februar 2012 zurückgenommen, zeitgleich wurde Müller-Maguhn nicht mehr in den Vorstand des CCC gewählt.

## Werke
- Daniel Domscheit-Berg: Inside WikiLeaks: Meine Zeit bei der gefährlichsten Website der Welt. Econ Verlag, Berlin 2011, ISBN 978-3-430-20121-6.